# Nicolò Grimaldi

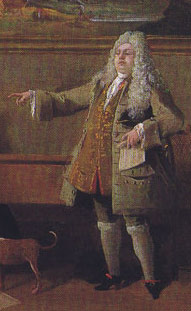
Nicolini (?) bei der Probe im Queen’s Theatre in London. Marco Ricci, Eine Opernprobe (Bildausschnitt, ca. 1709)

Nicolò Francesco Leonardo Grimaldi (auch Nicola Francesco Leonardo Grimaldi), bekannt als Nicolino oder Nicolini (* 5. April 1673 in Neapel; † 1. Januar 1732 ebenda) war ein neapolitanischer Opernsänger und Kastrat (ursprünglich Sopran, später Mezzosopran und Alt). Er war einer der bekanntesten Sänger und Operndarsteller seiner Zeit mit einer ungewöhnlich langen Karriere, und sang auch in einigen frühen Opern von Georg Friedrich Händel.

## Leben
Nicolino kam in Neapel zur Welt und wurde am 5. April 1673 in der Kirche Sant’Anna getauft. Seine Eltern waren Nicola Francesco Leonardo Grimaldi und Barbara Santoro.
Außer Nicolino hatten auch andere Familienmitglieder mit Musik zu tun: Sein Bruder Antonio Maria war ebenfalls Sänger und ab 1693 als Tenor in der königlichen Kapelle von Neapel tätig, und seine Schwester Caterina Speranza heiratete im November 1701 den Komponisten Nicola Fago.
Nicolino erhielt seine musikalische Ausbildung am Conservatorio della Pietà dei Turchini als Schüler des bedeutenden neapolitanischen Komponisten Francesco Provenzale, der ihn 1685 in seiner Oper Stellindaura am Teatro dei Fiorentini in einer Pagenrolle debütieren ließ. Fünf Jahre später, im Jahr 1690, wurde er Sänger an der Capella del Tesoro di San Gennaro in der Kathedrale von Neapel; des Weiteren gehörte er auch zur Hofkapelle des Palazzo Reale. Auch diese Anstellungen verdankte er Provenzale.
In seiner frühen neapolitanischen Zeit sang Nicolino vor allem in Werken von Alessandro Scarlatti, so im Oktober 1698 den Part der Caritas im Oratorium La religione giardiniera (alias Il giardino di Rose) in der neapolitanischen Kirche San Pietro Martire, neben dem Alt Domenico Melchiorri („l'Aquilano“), und dem virtuosen Bassisten Antonio Manna („Abbate Camerini“). Auch am Teatro San Bartolomeo sang er vor allem in Uraufführungen von Alessandro Scarlattis Opern La caduta de’ decemviri (1697), Il prigioniero fortunato (1698), La Donna ancora è fedele (1698), Laodicea e Berenice (1701), und in Tiberio imperatore d’Oriente (1702). Zu seinen Kollegen gehörten dabei oft berühmte Sänger wie Matteuccio, Vittoria Tarquini oder Maria Maddalena Musi.
1699 trat er in Rom und Bologna auf, und weitete seine Karriere in den folgenden Jahren auf Bühnen in ganz Italien aus, darunter Parma, Bologna, Genua, Reggio Emilia und vor allem Venedig; er kehrte aber immer wieder nach Neapel zurück. Zwischen 1705 und 1707 war er in Venedig, wo er in Francesco Gasparinis Opern Antioco (November 1705), und Ambleto (Dezember 1705) die Titelrollen verkörperte. Für seine brillante Leistung in Antioco wurde er zum Cavaliere della Croce di San Marco ernannt. Auch 1707 sang er im venezianischen Teatro San Giovanni Grisostomo in A. Scarlattis Il trionfo della libertà und in Antonio Caldaras Il selvaggio eroe, neben Santa Stella und Diamante Maria Scarabelli („la Diamantina“) u. a.

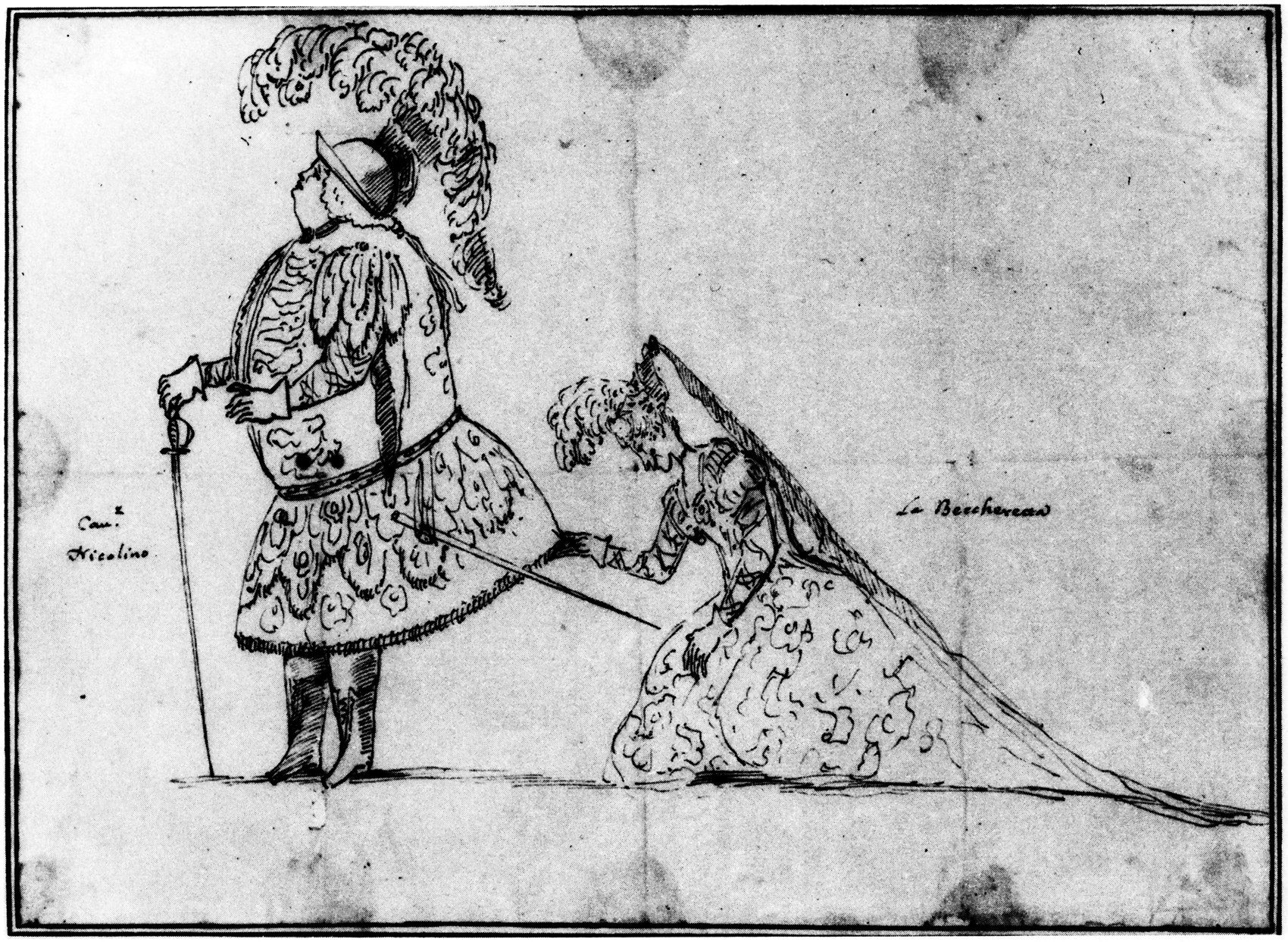
Nicolo Grimaldi mit der Sopranistin Lucia Facchinelli, Karikatur von Anton Maria Zanetti (vor oder um 1730)

Ende 1708 wurde Nicolino der erste Kastrat auf einer Londoner Bühne in einer halb englischen Version von Alessandro Scarlattis Pirro e Demetrio und sang 1709 u. a. in Giovanni Bononcinis Camilla. Sein Erfolg war so immens, dass man bei seinen Auftritten die Eintrittspreise erhöhte. Neben verschiedenen anderen Werken, die anfangs ebenfalls halb italienisch, halb englisch aufgeführt wurden, trat er im März 1710 in der Oper L’Idaspe fedele von Francesco Mancini auf, wo er in einer berühmt gewordenen Szene mit einem (falschen) Löwen kämpfte. Die Tatsache, dass er dabei halbnackt war (mit bloßem Oberkörper), sorgte für Aufsehen bei den Damen im Publikum, und in der Folge gab es satirische Artikel von Gegnern der italienischen Oper. 

Nach Auftritten in Bononcinis L'Etearco im Januar 1711, sang er im Februar desselben Jahres bei der Uraufführung von Georg Friedrich Händels Oper Rinaldo die Titelrolle und verhalf damit dem Komponisten bei dessen Debüt in London zu einem glänzenden Erfolg. Kurz darauf, im März 1711, gehörte Nicolino auch zur ersten italienischen Operntruppe, die im irischen Dublin auftrat. Nach weiteren Opernauftritten in London (u. a. in Gasparinis Antioco und Ambleto) lief Anfang 1712 sein englischer Vertrag aus, und er kehrte nach Italien zurück. Aus Anlass seiner Abreise schrieb Joseph Addison am 14. Juni 1712 im Spectator, England verliere mit Nicolini „den größten Darsteller dramatischer Musik, der jetzt lebt oder der vielleicht jemals auf der Bühne erschien“ („the greater performer in dramatic Music that is now living or that perhaps ever appeared upon a stage“).
Zunächst ging der Sänger nach Venedig, wo er in Le gare generose von Tommaso Albinoni und im Karneval 1713 in Gasparinis La verità nell'inganno sang. Ab August 1713 war er wieder zurück in seiner neapolitanischen Heimat und sang im Teatro San Bartolomeo die Rolle des Muzio Scevola in Antonio Lottis Porsenna (19. November 1713). Bis 1715 trat er außerdem in einer Reihe neuer Opern von Alessandro Scarlatti auf, und zwar in L'amor generoso, Scipione nelle Spagne (1714), Arminio, sowie Tigrane (Karneval 1715).
Im Frühjahr 1715 kehrte er noch einmal für zwei Jahre zurück nach England. Dabei sang er im Mai des Jahres die Titelrolle in der Londoner Uraufführung von Händels neuer Oper Amadigi und in mehreren Wiederaufnahmen des Rinaldo. Sein Abschiedskonzert von England gab Nicolino im April 1717.
Zurück in Italien trat er in den Folgejahren vor allem in Neapel und Venedig auf. Im Oktober 1718 sang er im Palazzo Reale von Neapel eine Aufführung von Händels Rinaldo (mit zusätzlichen Arien von Leonardo Leo). Um einen Sieg der Sizilianer über den britischen Admiral George Byng zu feiern, führte Nicolino im Januar 1719 in seinem eigenen Palazzo in Chiaia eine Serenata von Leo auf, in der er selber zusammen mit Marianna Benti Bulgarelli („la Romanina“) und dem Altisten Giovan Battista Minelli sang. Es folgte am 4. Februar Alessandro Scarlattis Oper Cambise am Teatro San Bartolomeo.

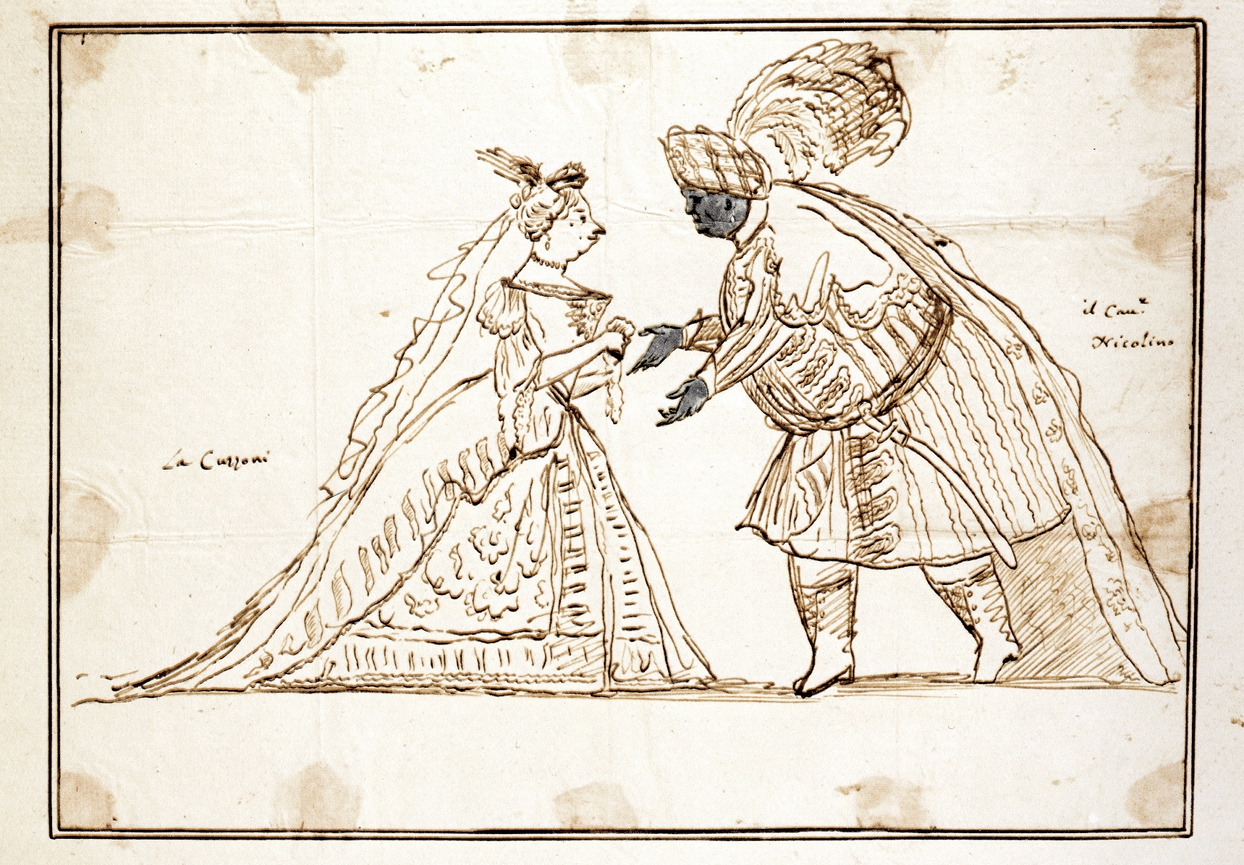
Francesca Cuzzoni mit Nicolino als „Mohr“, Karikatur von Anton Maria Zanetti (vor oder um 1730)

In späteren Jahren, während seine Stimme altersbedingt immer mehr zu einem Alt herabsank, feierte Nicolino weitere Erfolge in bedeutenden Opernproduktionen, wo er gemeinsam mit den Opernstars der jüngeren Generation auf der Bühne stand, wie Marianna Benti Bulgarelli, Francesca Cuzzoni, Vittoria Tesi, Faustina Bordoni und Lucia Facchinelli, sowie den Kastraten Antonio Bernacchi und Giovanni Carestini (siehe unten die Rollenliste). Gemeinsam mit der Bulgarelli wirkte er 1724 bei Domenico Natale Sarros Tragedia per musica Didone abbandonata mit, der ersten Vertonung eines Librettos von Pietro Metastasio.
Neben Farinelli sang Nicolino im Karneval 1729 am Teatro San Giovanni Grisostomo in Venedig in Leos Catone in Utica, Porporas Semiramide riconosciuta, im Pasticcio L'abbandono di Armida von Antonio Pollarolo, und im Jahr darauf in Opern von Riccardo Broschi und Giovanni Antonio Giay. Johann Adolf Hasse schrieb für Nicolino die Partie des Artabano in der Oper Artaserse (Venedig 1730), die die berühmte Arie Pallido il sole enthält (und wo er wiederum neben Farinelli erschien, der diese Arie später in seinem Programm hatte).
Giovanni Battista Pergolesi hatte Nicolino für die Partie des Marziano in seiner Oper La Salustia (Neapel 1732) vorgesehen, der Sänger verstarb jedoch vor der Uraufführung.
Auf seinen eigenen Wunsch wurde er „nach einem tadellosen Leben“ in einer schlichten Zeremonie in einer Franziskaner-Kutte beigesetzt.
Nicolino war einer der wenigen Kastraten, die nicht nur für ihre Gesangskünste, sondern auch wegen ihres Schauspieltalents von Zeitgenossen gepriesen wurden. Deshalb verwundert es nicht, dass er in seinen späteren Jahren eine Reihe von dramatisch anspruchsvollen Charakterrollen übernahm, als er nicht mehr in der Lage war, als Primo uomo aufzutreten.

## Rollen für Nicola Grimaldi gen.Nicolino
Es folgt eine kleine Auswahl von Partien, die ausdrücklich für Nicolino komponiert wurden. Rollen in Opern, die ursprünglich für andere Sänger komponiert wurden, werden hier nicht genannt.
- Icilio in La caduta de’ decemviri von Alessandro Scarlatti; UA: 1697, Neapel, Teatro San Bartolomeo; mit Matteuccio (Matteo Sassano), Vittoria Tarquini, Maria Maddalena Musi u. a.[18]
- Ismeno in Il Muzio Scevola von Giovanni Bononcini; UA: Karneval 1698, Neapel, Teatro San Bartolomeo; mit Matteuccio (Matteo Sassano), Maria Maddalena Musi, Vittoria Tarquini u. a.[19]
- Arconte in Il prigioniero fortunato von Alessandro Scarlatti; UA: 1698, Neapel, Teatro San Bartolomeo; mit Maria Maddalena Musi, Giov. Battista Cavana u. a.[20]
- Roberto in La Donna ancora è fedele von Alessandro Scarlatti; UA: 1698, Neapel, Teatro San Bartolomeo[21][22]
- Arminio in La pace generosa von Marc’Antonio Ziani; UA: 10. Februar 1700, Venedig, Teatro San Salvatore; mit Maria Landini u. a.[23]
- Antioco in Laodicea e Berenice von Alessandro Scarlatti; April 1701, Neapel, Teatro San Bartolomeo[24]
- Cleante in Tiberio imperatore d’Oriente von Alessandro Scarlatti; 8. oder 17. Mai 1702, Neapel, Teatro San Bartolomeo; mit Maria Maddalena Musi, Nicola Paris u. a.[25]
- Casimiro in Venceslao von Carlo Francesco Pollarolo; UA: 7. Februar 1703, Venedig, Teatro San Giovanni Grisostomo; mit Diamante Maria Scarabelli („la Diamantina“) u. a.[26]
- Titelrolle in Antioco von Francesco Gasparini; 10. November 1705, Venedig, Teatro San Cassiano[27]
- Titelrolle in Ambleto von Francesco Gasparini; 26. Dezember 1705, Venedig, Teatro San Cassiano[28]
- Arunte Tarquinio in Il trionfo della libertà von Alessandro Scarlatti; UA: 5. Februar 1707, Venedig, Teatro San Giovanni Grisostomo; mit Matteuccio, Diamante Maria Scarabelli („la Diamantina“) u. a.[29]
- Abide in Il selvaggio eroe von Antonio Caldara; UA: 20. November 1707, Venedig, Teatro San Giovanni Grisostomo; mit Santa Stella, Diamante Maria Scarabelli („la Diamantina“) u. a.[30]
- Titelrolle in L’ Idaspe fedele von Francesco Mancini; UA: 23. März 1710, London, King's Theatre in the Haymarket; mit Isabella Girardeau, Margarita de l’Espine, Valentino Urbani, Giuseppe Maria Boschi u. a.[31]
- Titelrolle in Rinaldo von Georg Friedrich Händel; UA: 24. Februar 1711, London, Queen’s Theatre; mit Elisabetta Pilotti-Schiavonetti, Isabella Girardeau, Valentino Urbani, Giuseppe Maria Boschi u. a.
- Arminio in Le gare generose von Tommaso Albinoni; UA: 5. November 1712, Venedig, Teatro San Cassiano[32]
- Oronte in Artaserse von Antonio Lotti; UA: 8. Oktober 1713, Neapel, Palazzo Reale[33]
- Luceio in Scipione nelle Spagne von Alessandro Scarlatti; UA: 21. Januar 1714, Neapel, Teatro San Bartolomeo[34]
- Casimiro in Vincislao von Francesco Mancini; UA: 26. Dezember 1714, Neapel, Teatro San Bartolomeo; mit Marianna Benti Bulgarelli („la Romanina“), Santa Marchesini u. a.[35]
- Titelrolle in Tigrane von Alessandro Scarlatti; UA: 16. Februar 1715, Neapel, Teatro San Bartolomeo; mit Marianna Benti Bulgarelli („la Romanina“) u. a.[36]
- Titelrolle in Amadigi von Georg Friedrich Händel; UA: 25. Mai 1715, London; mit Elisabetta Pilotti-Schiavonetti, Anastasia Robinson, Diana Vico u. a.
- Titelrolle in Arsace von Francesco Gasparini; UA: Karneval 1717–1718, Venedig, Teatro San Giovanni Grisostomo; mit Marianna Benti Bulgarelli („la Romanina“), Faustina Bordoni, Antonio Bernacchi u. a.[37]
- Pirro in Astianatte von Giovanni Bononcini; UA: Karneval 1718, Venedig, Teatro San Giovanni Grisostomo; mit Marianna Benti Bulgarelli („la Romanina“), Faustina Bordoni, Antonio Bernacchi u. a.[38]
- Titelrolle in Cambise von Alessandro Scarlatti; UA: 4. Februar 1719, Neapel, Teatro San Bartolomeo; mit Marianna Benti Bulgarelli („la Romanina“), Giovan Battista Minelli u. a.[39]
- Teseo in Arianna e Teseo von Leonardo Leo; 26. November 1721, Neapel, Teatro San Bartolomeo; mit Faustina Bordoni, Antonia Merighi[40]
- Titelrolle in Bajazete imperador de’ turchi von Leonardo Leo; UA: 28. August 1722, Neapel, Palazzo Reale; mit Faustina Bordoni, Antonia Merighi u. a.[41]
- Titelrolle in Siface von Francesco Feo; UA: 13. Mai 1723, Neapel, Teatro San Bartolomeo; mit Marianna Benti Bulgarelli („la Romanina“), Antonio Merighi, Annibale Pio Fabri u. a.[42]
- Doristo in Amare per regnare von Nicola Porpora; UA: 12. Dezember 1723, Neapel, Teatro San Bartolomeo; mit Marianna Benti Bulgarelli („la Romanina“), Antonia Merighi, Annibale Pio Fabri u. a.[43]
- Enea in Didone abbandonata von Domenico Natale Sarro; UA: 1. Februar 1724, Neapel, Teatro San Bartolomeo; mit Marianna Benti Bulgarelli („la Romanina“), Antonia Merighi, Annibale Pio Fabri u. a.[44]
- Enea in Didone abbandonata von Tommaso Albinoni; UA: 26. Dezember 1724, Venedig, Teatro San Cassiano; mit Marianna Benti Bulgarelli („la Romanina“) u. a.[45]
- Enea in Didone abbandonata von Nicola Porpora; UA: 29. April 1725, Reggio Emilia, Teatro del Pubblico; mit Marianna Benti Bulgarelli („la Romanina“) u. a.[46]
- Titelrolle in Siface von Nicola Porpora; UA: 26. Dezember 1725, Venedig, Teatro San Giovanni Grisostomo; mit Marianna Benti Bulgarelli („la Romanina“), Lucia Facchinelli, Giovanni Carestini u. a.[47]
- Titelrolle in Siroe, re di Persia von Leonardo Vinci; UA: 2. Februar 1726, Venedig, Teatro Grimani; mit Giovanni Carestini, Marianna Benti Bulgarelli („la Romanina“), Lucia Facchinelli u. a.[48]
- Teseo in Arianna e Teseo (2. Version) von Nicola Porpora; UA: 22. November 1727, Venedig, Teatro San Giovanni Grisostomo; mit Lucia Facchinelli, Annibale Pio Fabbri u. a.[49]
- Catone in Catone in Utica von Leonardo Leo; UA: 26. Dezember 1728, Venedig, Teatro San Giovanni Grisostomo; mit Farinelli, Lucia Facchinelli, Domenico Gizzi u. a.[50]
- Scitalce in Semiramide riconosciuta von Nicola Porpora; UA: 12. Februar 1729, Venedig, Teatro San Giovanni Grisostomo; u. a. mit Farinelli und Lucia Facchinelli[51]
- Artabano in Artaserse von Johann Adolph Hasse; UA: 11. Februar 1730, Venedig, Teatro San Giovanni Grisostomo; mit Farinelli, Francesca Cuzzoni, Filippo Giorgi u. a.[52]
- Titelrolle in Idaspe von Riccardo Broschi; UA: 25. Januar 1730, Venedig, Teatro San Giovanni Grisostomo; mit Farinelli, Francesca Cuzzoni, Filippo Giorgi u. a.[53]
- Scitalce in Semiramide riconosciuta von Francesco Araia; UA: 1. Oktober 1731, Neapel, Teatro San Bartolomeo; mit Lucia Facchinelli u. a.[54]

## Film
- Cristina Trebbi (Regie): Opfer und Verführte. Das Schicksal der Kastraten. ZDF, Mainz 2010 (43 Min.)